# Comunicacions a Mèxic
Les comunicacions a Mèxic són regulades pel Ministeri de Comunicacions i Transports (Secretaria de Comunicaciones y Transportes o SCT), un ministeri del gabinet del poder executiu federal de govern, així com per la Comissió Federal de Telecomunicacions (Comisión Federal de Telecomunciaciones o COFETEL). Fundada el 13 de maig, 1891 com a Ministeri de Comunicacions i Obres Públiques, l'SCT es divideix en tres subministeris o subsecretaries: el Subministeri d'Infraestructura, el Subministeri de Comunicacions i el Subministeri de Transport.
El mercat de serveis de telecomunicacions mexicà és un dels més grans d'Amèrica Llatina, liberalitzat la dècada de 1990, la qual cosa incloïa la privatització de Teléfonos de México (Telmex), el qual s'ha convertit en l'empresa de telecomunicacions més gran de la regió.

## Ràdio i televisió
L'ús de la ràdio, la televisió i Internet a Mèxic és extens. La primera transmissió de televisió a Mèxic la va realitzar Javier Stavoli el 1931. Posteriorment, el mexicà Guillermo González Camarena va construir el primer sistema tricromàtric de televisió i va aconseguir la primera patent per a la televisió a color del món. Després de construir les estacions de ràdio i televisió, el 1948 va construir l'estudi Gon-Cam, considerat el millor sistema de televisió del món aleshores, segons l'estudi del Columbia College de Chicago. Amb el pas del temps, el mercat de transmissió televisiva va ser dominat per grans companyies, Televisa—la productora més gran del món castellanoparlant—i TV Azteca, tot i que nombroses xarxes regionals operen als diversos estats del país. El 2003 hi havia 1.410 estacions de ràdio (850 AM, 545 FM i 15 d'ona curta) i 236 estacions de televisió, a més de les repetidores.

## Telefonia i dades
En termes generals, la indústria de les telecomunicacions és dominada per Teléfonos de México (Telmex), privatitzada el 1990. Des d'aleshores, Telmex ha diversificat les seves operacions per incloure-hi serveis d'Internet i de telefonia mòbil. També ha expandit les seves operacions internacionalment a Colòmbia, el Perú, Xile, l'Argentina, el Brasil, l'Uruguai, Equador i els Estats Units. Atesa l'orografia molt accidentada de Mèxic, la penetració de línies telefòniques fixes per capita és baixa en comparació amb les altres economies més gran d'Amèrica Llatina, amb gairebé 20 milions de línies. La telefonia mòbil té l'avantatge d'arribar a totes les àrees a un cost més baix, ja que les inversions necessàries d'infraestructura són menors, i el nombre total de telèfons mòbils a Mèxic és més de tres vegades superior al de les línies fixes, amb un estimat de 62 milions. La indústria de telecomunicacions és regulada per la Comissió Federal de Telecomunicacions.
El maig del 2007, l'Associació Mexicana d'Internet (AMIPCI) va reportar que hi havia a Mèxic 22 milions d'usuaris; el 78% de l'accés a Internet dels ordinadors personals és de banda ampla.

## Comunicació de satèl·lit
La xarxa de satèl·lits és nacional, i compta amb 120 estacions terrestres. També hi ha una xarxa de ràdio de microondes extensa, i l'ús de la fibra òptica i el cable coaxial és considerable.
Els satèl·lits mexicans són operats per Satélites Mexicanos (Satmex) una companyia provada, líder a Llatinoamèrica i oferint els seus serveis a Nord- i Sud-amèrica. Ofereix serveis de transmissió telefònica i televisiva a 37 països d'Amèrica, des del Canadà a l'Argentina. Mitjançant les associacions amb altres companyies, Satmex proveeix connectivitat d'alta velocitat per als proveïdors d'Internet de banda ampla i digital. El sistema està integrat per tres satèl·lits principals: Solidaridad 2, Satmex 5 i Satmex 6. D'altres han estat eliminats.